# Benoit Labonté
Pour les articles homonymes, voir Labonté.
Benoit Labonté, né à Lachute le 28 décembre 1959, est un homme politique québécois. Il est le maire de l'arrondissement Ville-Marie à Montréal et chef de l'opposition à l'Hôtel de ville de Montréal jusqu'à sa démission le 17 octobre 2009. Il ne se porte pas candidat aux élections municipales montréalaise de 2009 à la suite d'une controverse liée au financement du parti Vision Montréal.

## Biographie
Benoit Labonté est l’aîné d’une famille de trois enfants. Il est marié à Marie Gauthier depuis 1981 et séparé depuis 2009.
Après des études de maîtrise en science politique à l'Université de Montréal, Benoit Labonté entre très jeune dans la carrière politique en travaillant comme chef de cabinet du ministre responsable du développement économique et régional au Québec et, par la suite, à titre de conseiller spécial du ministre des Finances du Canada de l'époque, Paul Martin. En 1996, il accède au poste de président-directeur général du Centre de commerce mondial de Montréal. En mai 2001, il devient président et chef de la direction de la Chambre de commerce du Montréal métropolitain.
Il est élu maire de l’arrondissement de Ville-Marie à Montréal en novembre 2005 sous la bannière du parti municipal Union Montréal du maire Gérald Tremblay. Il siège dès janvier 2006 au Comité exécutif de Montréal en tant que responsable de la culture, du patrimoine, du centre-ville et du design.  Il démissionne de cette fonction le 17 septembre 2007, en soulignant son désaccord avec l’administration montréalaise du maire Gérald Tremblay. Il quitte alors le parti Union Montréal pour devenir, en 2008, le chef du parti municipal Vision Montréal. 
Au début de 2009, il annonce qu'il se porte candidat à la mairie de Montréal aux élections municipales prévues le 1er novembre 2009. Il retire finalement sa candidature, le 3 juin 2009, pour céder sa place à l'ancienne députée de Hochelaga-Maisonneuve et ancienne ministre péquiste, Louise Harel, nouvelle cheffe de Vision Montréal. À ce moment, Benoit Labonté, faisant équipe avec Harel, planifie, pour sa part, de devenir président du Comité exécutif de Montréal s'il est élu.

### Controverse et démission
En avril 2009, dans la foulée du scandale des compteurs d'eau, Benoit Labonté demande à Frank Zampino de préciser la nature de ses relations avec un homme d'affaires influent à Montréal.
Le 30 septembre 2009, le site internet RueFrontenac.com débutait une série de révélations qui allait montrer que Benoit Labonté, aurait reçu, en 2008, après qu’il eut sollicité son aide, plus d’une centaine de milliers de dollars de cet entrepreneur au moment où il entamait sa course à la direction de Vision Montréal.
Le 17 octobre 2009, la candidate à la mairie de Montréal Louise Harel demande à Benoit Labonté de quitter ses fonctions à la suite des allégations de corruption qui pesaient contre lui.
Après avoir nié toute l'histoire, Benoit Labonté remet sa démission à titre de chef de l’opposition officielle à la Ville de Montréal et de lieutenant de Louise Harel le 18 octobre 2009. Aussi, il décide de ne plus se porter candidat au poste de conseiller aux élections municipales montréalaises de 2009 dans le district de Sainte-Marie.
Quelques jours plus tard, dans une entrevue donnée à la télévision de Radio-Canada le 22 octobre 2009, Benoit Labonté confirme toutefois avoir bien rencontré l'homme d'affaires mais nie avoir reçu directement de l'argent. Il affirme cependant que des personnes « dans son entourage » en ont reçu. Il mentionne également qu'il aurait rencontré le premier ministre du Québec Jean Charest afin de lui donner de l'information sur des possibles relations entre des ministres de son gouvernement et l'homme d'affaires.